# Колдуэлл (округ, Северная Каролина)
Округ Колдуэлл (англ. Caldwell County) располагается в штате Северная Каролина, США. Официально образован в 1841 году. По состоянию на 2010 год, численность населения составляла 83 029 человек.

## География
По данным Бюро переписи США, общая площадь округа равняется 1227,661 км², из которых 1222,481 км² — суша и 7,770 км² (или 0,570 % площади) — водоёмы.

## Население
По данным переписи населения 2000 года в округе проживает 77 415 жителей в составе 30 768 домашних хозяйств и 22 399 семей. Плотность населения составляет 63,00 человека на км². На территории округа насчитывается 33 430 жилых строений, при плотности застройки около 27,00-ми строений на км². Расовый состав населения: белые — 91,74 %, афроамериканцы — 5,46 %, коренные американцы (индейцы) — 0,21 %, азиаты — 0,39 %, гавайцы — 0,03 %, представители других рас — 1,42 %, представители двух или более рас — 0,76 %. Испаноязычные составляли 2,49 % населения независимо от расы.
В составе 31,10 % из общего числа домашних хозяйств проживают дети в возрасте до 18 лет, 57,30 % домашних хозяйств представляют собой супружеские пары проживающие вместе, 11,00 % домашних хозяйств представляют собой одиноких женщин без супруга, 27,20 % домашних хозяйств не имеют отношения к семьям, 23,10 % домашних хозяйств состоят из одного человека, 9,00 % домашних хозяйств состоят из престарелых (65 лет и старше), проживающих в одиночестве. Средний размер домашнего хозяйства составляет 2,48 человека, и средний размер семьи 2,89 человека.
Возрастной состав округа: 23,40 % моложе 18 лет, 7,80 % от 18 до 24, 30,50 % от 25 до 44, 25,10 % от 45 до 64 и 25,10 % от 65 и старше. Средний возраст жителя округа 38 лет. На каждые 100 женщин приходится 97,60 мужчин. На каждые 100 женщин старше 18 лет приходится 95,40 мужчин.
Средний доход на домохозяйство в округе составлял 35 739 USD, на семью — 41 665 USD. Среднестатистический заработок мужчины был 28 820 USD против 21 850 USD для женщины. Доход на душу населения составлял 17 353 USD. Около 7,60 % семей и 10,70 % общего населения находились ниже черты бедности, в том числе — 14,10 % молодежи (тех, кому ещё не исполнилось 18 лет) и 11,90 % тех, кому было уже больше 65 лет.